# Shikha

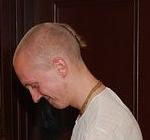
Die Śikhā am Hinterkopf.

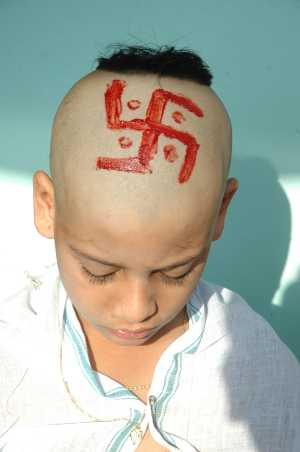
Ein Hindukind nach dem rituellen Haarschnitt während einer Initiations-Zeremonie, Upanayana, in welcher die Heilige Schnur verliehen wird. Dabei werden oft auch die Haare geschnitten und eine Shikha gebunden. Das rote Hakenkreuz stellt ein traditionelles Segenszeichen dar, die Swastika

Eine Shikha (Sanskrit: शिखा śikhā) ist eine meist am Hinterkopf befindliche Haarlocke oder Zopf eines männlichen Hindu und besonders ein religiöses Zeichen der Vaishnavas, der Anhänger des Gottes Vishnu.
War die Shikha für gläubige Hindus früher obligatorisch, sieht man im modernen Leben diesen traditionellen Stil immer seltener. In der heutigen Zeit wird die Shikha auch von Angehörigen der ISKCON, der Internationalen Gesellschaft für Krishna-Bewusstsein getragen, besonders durch die Ordensangehörigen, die Brahmacharis und Swamis.